# 居澤爾尤爾特
居澤爾尤爾特（土耳其語：Güzelyurt、希臘語：（莫爾富））是北塞浦路斯的城鎮，位於該國北部，由莫爾富區負責管轄，始建於1883年，海拔高度65公尺，受地中海氣候影響，每年平均降雨量403毫米，2006年人口20,045。

## 友好城市
- 法國 卢瓦尔河畔圣西尔

## 外部連結
- Official website